# Keito Koume
Keito Koume (jap. 小梅 けいと, Koume Keito) ist ein japanischer Mangaka und Illustrator.

## Leben
Keito Koume studierte an der Universität Kyōto und war Mitglied im dortigen Manga-Club.
Seit professionelles Debüt als Mangaka hatte er 2000 mit Neko Yūgi (猫遊戯), veröffentlicht im Hentai-Manga-Magazin Kairakuten Hoshigumi (快楽天・星組) des Verlags WaniMagazine und wurde als bester Nachwuchskünstler des Magazins ausgezeichnet.
Koume führt den Dōjin Circle Aneko no Techō (あねこの手帖). Unter dem Pseudonym K.TEN ist er Charakterdesigner für pornografische Computerspiele (Erogē). Er zeichnet ebenfalls für diverse pornografische (Hentai) Manga-Magazine. Seine bekannteste Arbeit ist Kafun Shōjo Chūihō! (花粉少女注意報!, wörtlich: „Pollenmädchenwarnung“). In der Handlung geht es um als in menschlicher Gestalt dargestellte Pollen, die durch die Luft schweben und bei Kontakt mit einem passenden Menschen diesen zu befruchten versuchen. Da es kaum einen Weg gibt, ihnen zu entkommen, wird fast jedermann von ihnen „beglückt“. Das Hentai wurde 2008 als Hörspiel und von Pink Pineapple als OVA adaptiert und führte zu einer Manga-Fortsetzung 2009.
Koume wird aber auch mit den Zeichnungen beauftragt, wenn ein bestehendes Werk bzw. Franchise als Manga adaptiert werden soll, wie z. B. Utakata, Kujibiki Unbalance, Spice & Wolf oder Vividred Operation. Spice & Wolf wird auch im deutschsprachigen Raum bei Panini veröffentlicht.

## Werke (Auswahl)

### Adaptionsmanga (nur Zeichnungen)
- Utakata (2004–2005 in der Comic Dengeki Daiō, 1 Band)
- Kujibiki Unbalance (2006–2007 in der Afternoon, 2 Bände)
- Spice & Wolf (狼と香辛料, Ōkami to Kōshinryō; seit 2007 in der Dengeki Maō, bisher 10 Bände)
- Vividred Operation (2013–2014 in Dengeki G’s magazine, 2 Bände)

### Hentai-Manga
- Kafun Shōjo Chūihō! (花粉少女注意報!; 2006, 1 Band)
- Kafun Shōjo 2! (花粉少女2!; 2010, 1 Band)

### Spiele
- Sapphism no Gensō – The case of H.B.Polarstar (サフィズムの舷窓 〜The case of H.B.Polarstar〜, Safizumu ~ von Liar-soft, 2001) als K.Ten: Grafik und Charakterdesign
- Cannonball – Neko Neko Machine Mō-Race! (CANNONBALL 〜ねこねこマシン猛レース!〜, Cannonball – Neko Neko Mashin no Mōrēsu! von Liar-soft, 2003): Grafik und Charakterdesign
- Mitarbeit als Zeichner an weiteren Liar-soft-Spielen
- Moe Moe 2-ji Taisen (Ryaku) Deluxe (萌え萌え2次大戦（略）☆デラックス, ~ Derakkusu von SystemSoft Alpha, 2008), teilweises Charakterdesign

### Sonstiges
- Neko Arc – The Movie (2005): Entwurf des Leaflets
- in Toradora!, Manga-Band 2 Limited Edition, 2009, ISBN 978-4-04-867400-3: Bonus-Illustration
- Queen’s Blade Rebellion, Spielbuch-Band Renkin no Kiseki Yuit & Vante (錬金の奇跡ユイット&ヴァンテ), 2009, ISBN 978-4-89425-895-2: Charakterdesign und Illustrationen
- Astarotte no Omocha!, Episode 4: Eyecatcher-Illustration